# Madeleine Mercier
Madeleine Mercier, död efter 1793, var en franskspråkig balettdansös. Hon tillhörde de mer betydande scenkonstnärerna vid La Monnaie i Bryssel. 
Hon var figurant i Lille 1784-85, och sedan premiärdansös (première danseuse) vid La Monnaie 1786-1793 och tillhörde därmed dess stjärnartister. 